# Lista chorążych reprezentacji Zambii na igrzyskach olimpijskich
Lista chorążych reprezentacji Zambii na igrzyskach olimpijskich – lista zawodników i zawodniczek reprezentacji Zambii, którzy podczas ceremonii otwarcia nowożytnych igrzysk olimpijskich nieśli flagę Zambii.

## Chronologiczna lista chorążych
| Lp. | Rok i miejsce     | Chorąży            | Dyscyplina    |
| --- | ----------------- | ------------------ | ------------- |
| 1   | 1964, Tokio       | Trev Haynes        | Lekkoatletyka |
| 2   | 1968, Meksyk      | b.d.               |               |
| 3   | 1972, Monachium   | b.d.               |               |
| 4   | 1980, Moskwa      | b.d.               |               |
| 5   | 1984, Los Angeles | Davison Lishebo    | Lekkoatletyka |
| 6   | 1988, Seul        | Samuel Chomba      | Piłka nożna   |
| 7   | 1992, Barcelona   | Ngozi Mwanamwambwa | Lekkoatletyka |
| 8   | 1996, Atlanta     | Davis Mwale        | Boks          |
| 9   | 2000, Sydney      | Samuel Matete      | Lekkoatletyka |
| 10  | 2004, Ateny       | Davis Mwale        | Boks          |
| 11  | 2008, Pekin       | Hastings Bwalya    | Boks          |
| 12  | 2012, Londyn      | Prince Moses Mumba | Lekkoatletyka |
| 13  | 2016, Rio         | Matthews Punza     | Judo          |
| 14  | 2020, Tokio       | Tilka Paljk        | Pływanie      |
| 14  | 2020, Tokio       | Everisto Mulenga   | Boks          |